# Tatort Berlin
Tatort Berlin ist ein deutscher Kriminalfilm der DEFA von Hans-Joachim Kunert aus dem Jahr 1958.

## Handlung
An der Sektorengrenze Berlins wird ein Volkspolizist erschossen. Die Morduntersuchungskommission tappt im Dunkeln, auch als sie die West-Berliner Polizei um Mithilfe bittet.
Nach über einem Jahr Haft wegen Schmuggels wird der junge Ost-Berliner Rudi Prange wegen guter Führung vorzeitig aus der Haft entlassen. Er sucht seine Mutter auf, die in einer Mietwohnung in Ost-Berlin wohnt. Rudis Bruder Walter hält sich illegal im Westsektor auf, wo er keiner geregelten Beschäftigung nachgeht, und auf Kosten und in der Wohnung seiner Freundin lebt, der Prostituierten Marianne Möllner. Rudi lehnt es ab, sich Walter anzuschließen und zieht zu seiner Mutter. Er beginnt in einem Transportunternehmen als Automechaniker zu arbeiten. Glücklich, überraschend wieder Fahrer werden zu dürfen, bemerkt er, dass sein Mitfahrer Arbeitsaufträge nutzt, um Waren nach West-Berlin zu einem Schieber namens Stachowski zu schmuggeln. Sein Bruder Walter, der Stachowski anpumpen wollte, beobachtet dies zufällig und erpresst umgehend von Rudi den Gaunerlohn. Rudi versucht sich dem kriminellen Kollegen zu entziehen, indem er sich in die Werkstatt versetzen lässt. Er kündigt seine Stelle, als sein Mitfahrer höhnisch seine kriminelle Vergangenheit vor anderen Kollegen aufdeckt.
Rudi hat die HO-Verkäuferin Ilse kennengelernt und beide werden ein Paar. Als Rudi gekündigt hat, ist er niedergeschlagen, Ilse wird in Vertretung die Leitung ihrer HO-Filiale übernehmen und zeigt Rudi freudig den Schlüssel, den sie abends hätte abgeben müssen. Rudi wiederum gesteht ihr, dass er gekündigt hat, und beichtet ihr seine Vorstrafe. Er geht davon aus, dass die Beziehung zu Ilse mit dem Geständnis vorbei ist, doch sie steht weiterhin zu ihm. Am nächsten Morgen kann Ilse den Schlüssel nicht finden und muss auf einen Ersatzschlüssel zurückgreifen. Als am Abend wie immer die Einnahmen des Tages abgeholt werden, überfällt ein bewaffneter Täter den Transporter beim Beladen und raubt das Geld. Dann erschießt er einen Polizisten, der ihn verfolgt. Nach Zeugenaussagen hat der Täter einen hellen Trenchcoat getragen und ist in Richtung West-Berlin geflohen. Möglicherweise ist er verletzt. Bei ihrer Vernehmung muss Ilse auch zum verschwundenen Schlüssel Stellung nehmen und berichtet widerwillig auch, dass Rudi an dem Abend bei ihr war. Rudi, der schon nach kurzer Zeit eine neue Arbeit gefunden hat, wird verhaftet.
Für die Tatzeit hat Rudi kein Alibi. Eine Verletzung im Gesicht erklärt er mit einer Schlägerei, für die er keine Zeugen benennen kann. Auch sein heller Trenchcoat lässt ihn verdächtig werden. Für Kriminalkommissar Stein steht Rudi als Täter fest, während Kriminalkommissar Rollberg Zweifel hat. Dann stellt sich heraus, dass die Tatwaffe mit der vom Mord an der Sektorengrenze identisch seien muss. Rudi kann mit dem ihm vorgelegten Waffentyp, einer Marine-Parabellum, nichts anfangen. Zur Tatzeit war Rudi zudem noch nicht entlassen worden. Ein früherer Freund Ilses wiederum bestätigt kurze Zeit später, Rudi bei der Schlägerei gesehen zu haben. Rudi wird aus der Untersuchungshaft entlassen, ist jedoch desillusioniert. Er begibt sich zu Walter und stimmt zu, mit ihm als Schmuggler aktiv zu werden. Beide sollen nach einem Plan Stachowski Kameras aus einem LKW in der DDR stehlen und an eine bestimmte Adresse im Berliner Ostsektor bringen. Das weitere übernähme er. Ihre Aufgabe sei der Diebstahl und das Überqueren des Rings um Berlin, also die Überwindung der Straßenkontrolle zwischen Ost-Berlin und der DDR.
Ilse hat unterdessen den Schlüssel in ihrer Wohnung wiedergefunden. Sie will zu Rudi, erfährt jedoch von seiner Mutter, dass er bei Walter sei. Sie macht Ilse dafür verantwortlich, sollte Rudi wieder kriminell werden. Ilse begibt sich zur Polizei und berichtet Kriminalkommissar Stein alles. Beide erkennen, dass sie Vorurteile hatten, zumal die Polizei unterdessen auf Walter aufmerksam geworden ist. Sie fand den weggeworfenen Mantel und darin ein Taschentuch mit dem Monogramm M. M., wie das von Walters Freundin Marianne Möllner.
Unterdessen stehlen Walter und Rudi die Ware. Kurz vor Erreichen des Kontrollpunkts zieht Walter eine Pistole. Rudi erkennt das Modell der Mordwaffe, das ihm die Polizei vorgelegt hatte. Rudi wird schlagartig klar, dass sein Bruder Walter ein Mörder ist. Entsetzt will er sofort aussteigen, doch Walter bedroht ihn. Beim Durchbruch des Kontrollpunkts im Windschatten eines abgefertigten LKWs bremst Rudi hinter dem Schlagbaum den Wagen und lässt sich von den herbeieilenden Grenzpolizisten verhaften. Auch Walter, der seine Waffe noch gezückt hält, wird überwältigt. Im Verhör durch Stein und  Rollberg gesteht er die Morde. 
Rudi wird der Prozess gemacht. Er erhält eine Haftstrafe von fast zwei Jahren. Er nimmt das Urteil klaglos an. Der Richter setzt es umgehend nach dem neuen Strafrechtsergänzungsgesetz zur dreijährigen Bewährung aus und hebt den Haftbefehl auf. Rudi habe sich zwar strafbar gemacht, doch habe er von der Gesellschaft keine Hilfe bei der Resozialisierung erhalten. Auch der Staat habe so versagt. Rudis Handeln, mit dem er unter Lebensgefahr seinen Bruder der Polizei ausgeliefert habe, lasse zudem auf eine positive zukünftige Entwicklung schließen. Gemeinsam mit Inge verlässt Rudi anschließend das Gericht.

## Produktion
Tatort Berlin wurde vor Ort in Berlin gedreht. Der Film erlebte am 10. Januar 1958 im Berliner Kino Babylon seine Premiere und lief am 14. März 1958 erstmals auf DFF 1 im Fernsehen der DDR. Im selben Jahr erschien zudem eine gleichnamige Kriminalerzählung nach dem Film im Berliner Verlag der Nation.

## Kritik
Karl-Eduard von Schnitzler schrieb, dass der Film „interessante Einblicke in die Arbeit unserer Volkspolizei“ gebe. Zudem hob er hervor, dass der Film „ohne Zwang und erhobenen Zeigefinder […] die Wirksamkeit unseres Strafvollzugs und die Nützlichkeit des neuen Gesetzes zur Ergänzung des Strafgesetzbuches“ erkennen lasse. Er lobte auch die Kameraarbeit von Otto Merz.
Für den film-dienst war Tatort Berlin ein „Kriminalfilmversuch der DEFA, nüchtern dargeboten, aber reichlich konstruiert, in seiner Perspektive auf das geteilte Berlin tendenziös und inszenatorisch eher schwach. Dennoch aus heutiger Sicht ein interessantes Zeitdokument.“
Der Progress Filmverleih nannte den Film einen „politische[n] Kriminalfilm, dessen besondere Qualität in seiner realistischen Darstellung des Berliner Alltags und in der Thematisierung der erschwerten Resozialisierung ehemaliger Kleinkrimineller liegt.“